# Nive Nielsen
Nive Nielsen (Nuuk, 1979) es una cantante, compositora y actriz groenlandesa.
Además de tener su propia banda, "The Deer Children", ha actuado en cine y televisión, apareciendo por ejemplo en la película de Hollywood El nuevo mundo, protagonizada por Colin Farrell en 2005.

## Discografía[3]

### Álbumes
- 2012 - Nive Sings!
- 2015 - Feet First

## Filmografía

### Cine
- 2005 – El nuevo mundo
- 2019 – Togo

### Televisión
- 2018 – The Terror, como Lady Silencio[4]